# Jugoslávští partyzáni
Jugoslávští partyzáni (oficiálně v letech 1942–1945 Národněosvobozenecká vojska a partyzánské oddíly Jugoslávie, zkratka NOVJ, NOV i POJ) byli antifašistická síla. K ozbrojenému boji proti okupačním silám, které na jaře 1941 velmi rychle obsadily tehdejší království Jugoslávie, se rozhodla jugoslávská komunistická strana, a to pod vedením Josipa Broze Tita.
Partyzáni, kteří byli na počátku svého vzniku primárně guerrillovou silou, se později ve válce vyvinuli ve velké bojové síly, které se zapojily do konvenčního válčení, čítající kolem 650 000 lidí na konci roku 1944 a organizované ve čtyřech polních armádách a 52 divizích. Hlavními stanovenými cíli partyzánů bylo osvobození jugoslávských zemí od okupačních sil a vytvoření federálního, multietnického socialistického státu v Jugoslávii.
Partyzáni byli organizováni z Titovy iniciativy po invazi Osy do Jugoslávie v dubnu 1941 a zahájili aktivní partyzánský boj proti okupačním silám poté, co Německo v červnu napadlo Sovětský svaz. V červenci bylo zahájeno rozsáhlé povstání, ke kterému se později přidali Četnici Draži Mihailoviće; toto vedlo k vytvoření krátkotrvající Užické republiky. Osa v reakci na to zahájila sérii ofenzív, ale nedokázala zcela zničit vysoce pohyblivé partyzány a jejich vedení. Protože se projevil rozsah kolaborace Četníků, tak spojenci koncem roku 1943 přesunuli svou podporu od Mihailoviće k Titovi a partyzáni obdrželi oficiální uznání na Teheránské konferenci. Na podzim 1944 partyzáni a sovětská Rudá armáda dobyli Bělehrad po bělehradské ofenzívě. Do konce války partyzáni získali kontrolu nad celou zemí a také nad Terstem a Korutany. Po válce byli partyzáni reorganizováni na regulérní ozbrojené síly nově založené Federativní lidové republiky Jugoslávie.

## Historie

### Počátky organizovaného odporu a ideologické zázemí komunistů

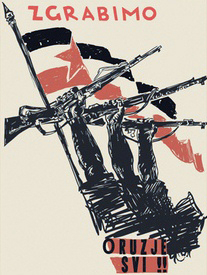
Partyzánský plakát

Sympatizanti komunistické strany Jugoslávie považovali společný jihoslovanský stát v meziválečné podobě za „vězení národů“, které je třeba zlikvidovat tím, že budou vybudovány jednotlivé národní státy – jako republiky rad po sovětském vzoru. Zprvu proto proti okupaci neprotestovali[zdroj?], klíčovým faktorem však byla skutečnost, že mezi Německem a Sovětským svazem platil až do června 1941 tzv. Pakt Ribbentrop–Molotov o vzájemném neútočení. Myšlenku věnovat se ozbrojené kampani proti Němcům považovali komunisté za „předčasnou“, či až „sebevražednou“. Zprvu navíc nebyli příliš početnou silou – měli jen několik tisíc členů. Ozbrojený boj proti okupantům vedly se střídavými a velmi skromnými úspěchy na území Srbska četnické oddíly.
Jakmile však byli Rusové napadeni, začali i jugoslávští komunisté organizovat po obdržení nařízení z Moskvy odpor. Již 23. června 1941 se proto sešli nejvyšší představitelé Komunistické strany a vydali rozhodnutí o formování ozbrojených formací. Dne 4. června se v Bělehradě na Dedinji konalo zasedání vedení komunistů, na kterém padlo rozhodnutí, že je ozbrojená akce proti Němcům naprosto nezbytná. O několik dní později byla vytvořena hlavní struktura partyzánské armády, do jejíhož čela byl postaven Josip Broz Tito. Sovětský svaz počítal s tím, že by rozpoutání bojů v jugoslávském prostoru donutilo Němce zvýšit svojí vojenskou přítomnost na Balkáně – a to na úkor východní fronty.
Léto roku 1941 bylo obdobím konsolidace odbojových hnutí. Četnické vojsko stále hledalo své nové stoupence. Komunisté se pod vedením Tita soustředili víceméně na menší akce a sabotáže. V závěru léta však tyto potyčky začaly přerůstat v regulérní boje a bitvy. Významnou devizou partyzánů ve formování ozbrojených složek byli především bojovníci ze španělské občanské války, kteří měli s podobným typem konfliktu značnou zkušenost. Jednalo se celkem o 1664 osob, z nichž nejvýznamnějšími byli např. Koča Popović, Branko Krsmanović, Milan Blagojević, Robert Domani a další.
Podle jugoslávské historiografie vypuklo povstání dne 4. července 1941 ve vesnici Bela Crkva v západním Srbsku. Právě západ Srbska se stal oblastí, kde byla působnost odbojových skupin, včetně partyzánů nejsilnější. Na přelomu měsíce srpna a září ztráceli Němci jedno město za druhým.

### Nárůst vlivu

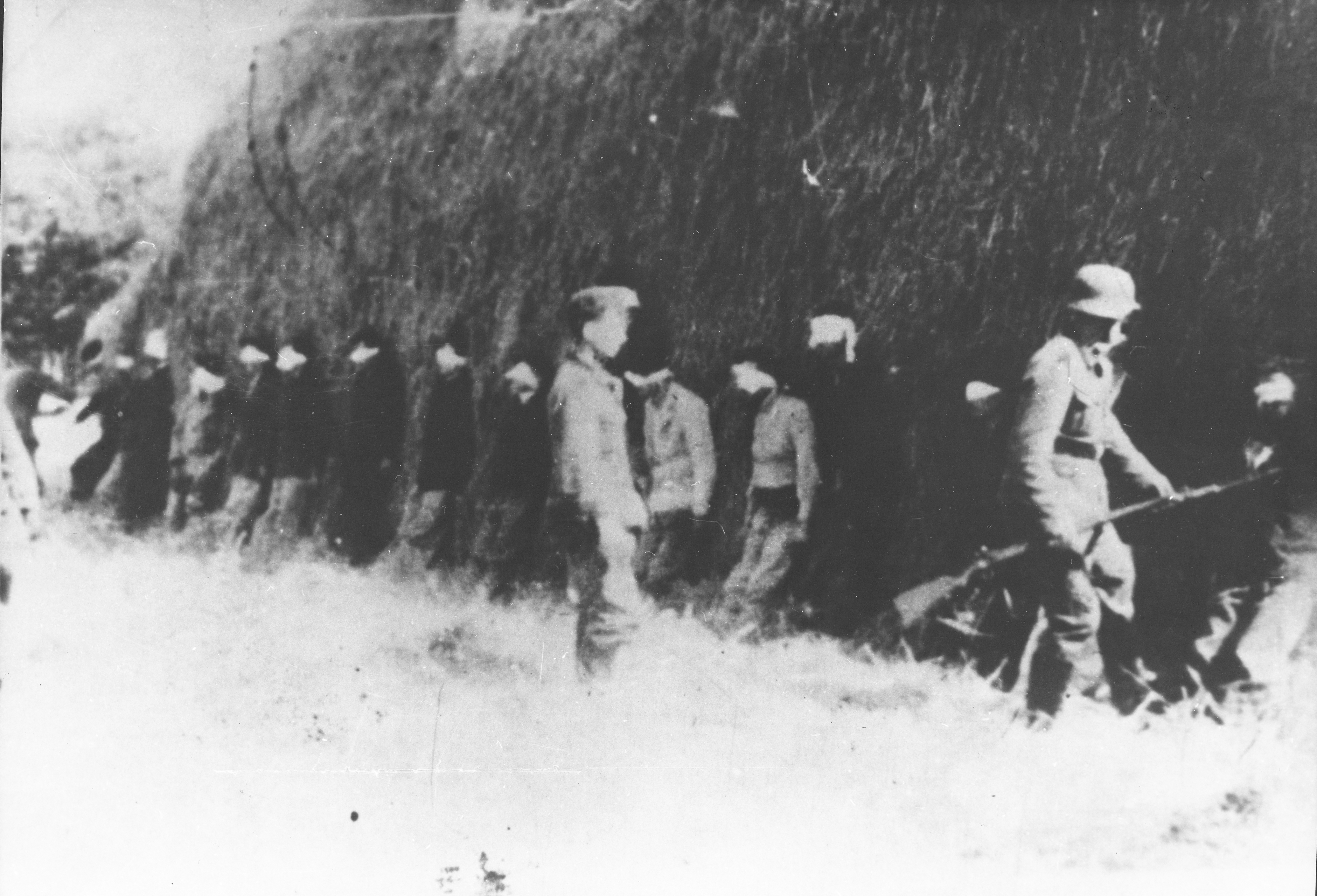
Šestnáct partyzánů před popravou poblíž města Smederevska Palanka 20. srpna 1941. Německý voják Josef Schulz se údajně odmítl zúčastnit akce a byl popraven spolu s nimi.

Hrůzy konfliktu na území nově vzniklých států – fašistického Chorvatska a Německem okupovaného Srbska přivedly k partyzánům celou řadu lidí, mnohdy i těch, kteří o komunismu jako takovém nevěděli nic, nebo mu byli politicky vzdáleni. To však bylo cílem komunistů, kteří chtěli vybudovat partyzánskou armádu apolitickou, byť s rudým vedením – tak, aby do jejích řad dokázali přilákat co nejvíce bojovníků.
Na územích, které partyzáni obsadili, byla navíc prováděna všeobecná mobilizace dospělých osob.[zdroj?]
Zvlášť velký ohlas vzbudili komunisté v Černé Hoře, Bosně a Hercegovině (která byla začleněna pod chorvatský fašistický stát) a Krajině, kde platily přísné protisrbské zákony. Do roku 1943 tak tvořili právě Srbové velkou většinu partyzánů, jakmile se ale začaly hroutit režimy fašistických spojenců, přišlo ještě více lidí i jiných národností. Rozklad NDH (Nezavisne Države Hrvatske) vedl k tomu, že do řad partyzánů vstoupila i řada Chorvatů. Tito podpořil příchod nových sil, které mnohdy byly i součástí nástrojů moci fašistického státu, amnestií. To však vedlo mezi zkušenými bojovníky k obavám, zdali k partyzánům nevstupují noví lidé především ze strachu, že bude jejich původní armáda poražena. Nepříliš velký úspěch však partyzáni zažili v Makedonii či v Kosovu.

### Užická republika
Spolu s četniky (royalistickým a velkosrbským hnutím odporu) vedli partyzáni po nějakou dobu odpor proti okupantům společně, avšak vzájemné antipatie velmi rychle rostly až na konci podzimu 1941 přerostly v otevřené střety mezi Titem a vůdcem četniků, Dragoljubem „Dražou“ Mihajlovićem. Zprvu se oběma podařilo osvobodit rozsáhlé území na západě Srbska s centrem v Užici.
Četnici, resp. Jugoslávské vojsko ve vlasti, však rychle zjistili, že pokud Němci nad partyzány zvítězí, bude nezbytné, aby zbytky jugoslávského vojska uzavřely s okupanty příměří a naopak se obrátily proti svým bývalým spojencům. Na začátku listopadu 1941 se začaly množit incidenty, kdy příslušníci jednoho vojska odzbrojovali ty druhé apod. Od té doby tak proti sobě již nestály jen dvě válčící strany; kromě střetu okupanti vs. odboj docházelo také i ke střetům v odboji samotném. Na území bývalého jugoslávského království se rozhořela občanská válka.
Vojenská pomoc, kterou četnici dostávali ze západních zemí, byla spíše využívána na likvidaci partyzánů.[zdroj?] Velká Británie proto několikrát avizovala, že nebudou-li vést četnici a partyzáni jednotný boj proti okupantům, budou jim dodávky zbraní zastaveny. Dne 30. prosince 1941 na Ravné goře Dragoljub Mihailović odsoudil partyzány a přijal strategii, ve které jsou právě komunisté největším nepřítelem četniků.

### Po pádu Užice
Po pádu Užice se stáhli nejprve do oblasti Sandžaku a následně do Bosny a Hercegoviny. Vysoké hory a těžce prostupná údolí na hranicích Bosny, Hercegoviny a Černé Hory byla poskytovala partyzánům ohromnou strategickou výhodu. Jakýkoliv útok do tohoto prostoru by pro Němce představoval velmi nákladnou operaci, ve které by ztratili celou řadu lidských životů i techniky. K takovým akcím se Němci odhodlali až v druhé polovině války, kdy bylo partyzánské nebezpečí mnohem závažnější, než na přelomu let 1941/1942.
Kromě jednotlivých vojáků se partyzáni pokoušeli z Užice odvést vše, co se dalo. Důležité byly zbraně a především osoby, které mohly zajistit výrobu nových zbraní. Právě zbraní a munici se partyzánům v počátečních fázích války nedostávalo (Mihajlovićovi četnici na tom byli sice podobně, nicméně dostávali nemalou podporu z Velké Británie).
21. prosince 1941 byla ve městě Rudo zformována "První proletářská úderná brigáda". Tím partyzáni ukázali, že jsou ve svých aktivitách na míle daleko před Dragoljubem Mihailovićem a jeho četnickým hnutím. Partyzáni se však k zřízení jednotek tohoto typu odhodlali především z jiného důvodu – museli přehodnotit svojí strategii po pádu Užice a vyvarovat se známých chyb. I přesto, že svojí baštu partyzáni ztratili, měli důvod k optimismu – v prosinci 1941 totiž Němci museli díky zimě zastavit svůj postup na Moskvu. Den 21. prosince byl vybrán záměrně, neboť téhož dne měl narozeniny Josif Stalin.

### Boje v Chorvatsku, Bosně a Černé Hoře

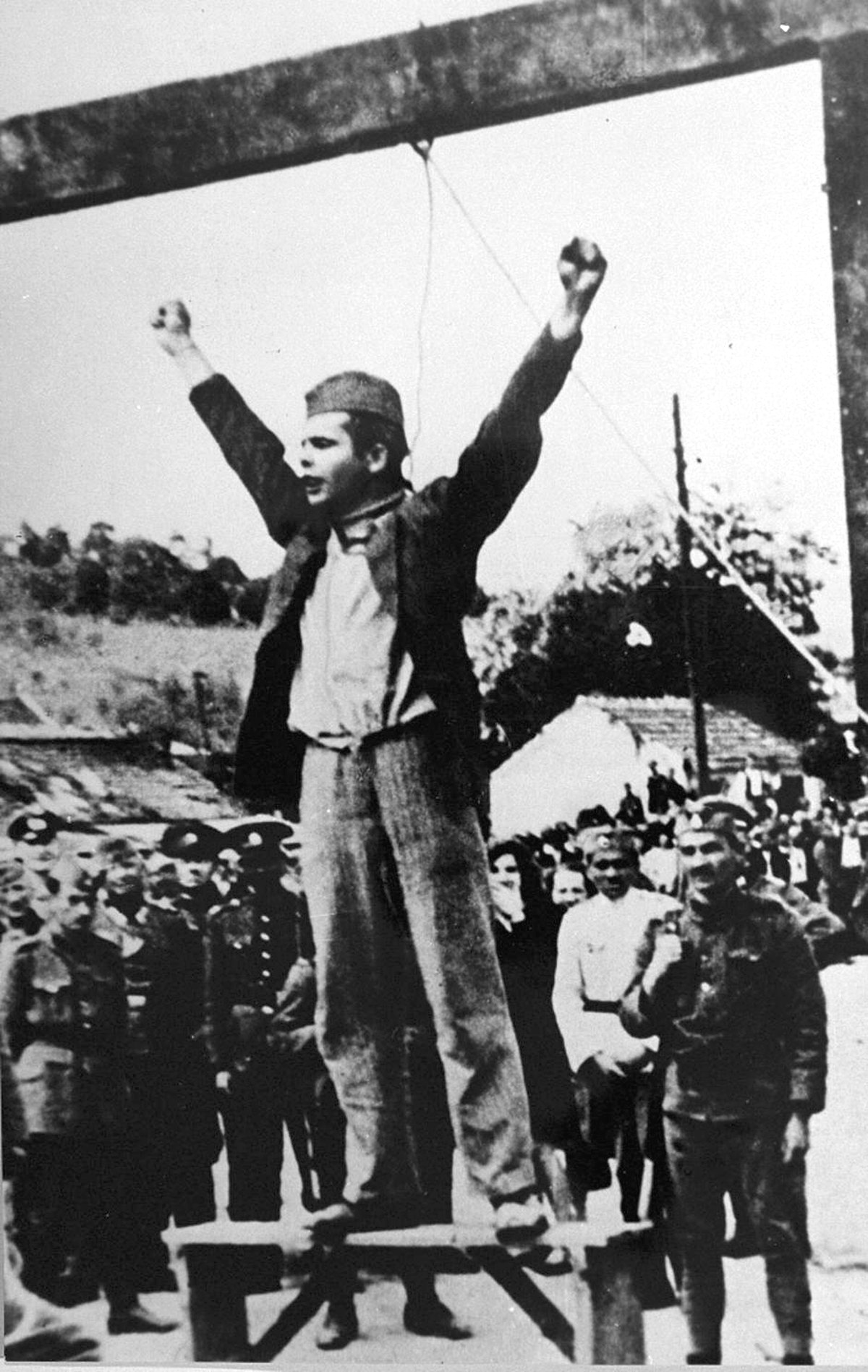
Partyzán Stjepan Filipović provolává "Smrt fašismu, svobodu lidu!" krátce před popravou v okupované Jugoslávii ve městě Valjevo 22. května 1942

Jak ustašovci, tak i německá okupační správa Srbska, se komunistů přirozeně velmi báli. Za spolupráci s partyzány byli lidé popravováni, za mrtvé Němce většinou platilo pravidlo zastřelit několik desítek místních. To byl také jeden z důvodů, proč se četnické hnutí (JVuO) spíše stáhlo z aktivních vojenských akcí (obávaje se represí), zatímco komunisté, kteří byli mnohem radikálnější (a názorově plně ztotožněni se sovětským modelem komunistické ideální společnosti) prováděli útoky bez jakýchkoliv obav.
Partyzáni působili sice na celém území tehdejší Jugoslávie (čímž se lišili od četnického hnutí, které bylo soustředěno jen v Srbsku a Bosně), nicméně těžiště hlavních aktivit neustále přesouvali. Již v lednu 1942 zformovali partyzáni celou řadu dobrovolnických oddílů na území Bosny a Hercegoviny, kde probíhaly tvrdé boje s ustašovci. V únoru téhož roku byl iniciován vznik operativního štábu pro Bosenskou krajinu.
Během let 1942 a 1943 bylo provedeno celkem několik takových akcí, většinou pro okupanty s nepříliš uspokojujícím výsledkem. Během operace Fall Schwarz byl dokonce zraněn i sám Tito, avšak partyzánům se podařilo uniknout. Poté již ani Němci, ani Chorvati neměli síly partyzány zastavit. V jednu chvíli však byli nedaleko od porážky. Takové situace si všimli především západní spojenci, kteří již přestali váhat s vojenskou pomocí partyzánům. Komunisté byli velmi zranitelní především pro okupantské letectvo, proti kterému nemohli odpovědět konkrétním způsobem. Ukořistěných strojů bylo jen velmi málo a partyzánům chyběli zkušení technici, kteří by mohli jak letadla, tak i děla, nebo tanky opravovat.

### Politické aspirace
Partyzánské hnutí velmi rychle od národně osvobozeneckých ambicí přešlo i k záměrům vládnout. První myšlenkou bylo osvobozenecký boj přetavit v sociálně-osvobozenecký, kdy by se komunisté ujali moci, podobně jako tomu bylo během ruské občanské války s bolševiky. Přestože řada komunistů byla nadšena myšlenkou využít boj proti okupaci pro likvidaci se „starými pořádky“, velmi rychle pochopila, že by toto rozhodnutí nebylo moudré. Partyzáni potřebovali získávat na jedné straně nové bojovníky, a to bez rozdílu jejich politické orientace, na druhé straně ani Stalin nebyl nakloněn myšlence, že by Tito uskutečnil v Jugoslávii v zimě 1941 komunistickou revoluci.[zdroj?] Navíc partyzáni očekávali pomoc od exilové vlády v Londýně, vůči které museli vystupovat nadstranicky.
I přesto však byly budovány nové orgány pro převzetí moci. Již během existence tzv. Užické republiky komunisté budovali vlastní rady, odhazuje tak původní správu království Jugoslávie. Z dočasných výborů, které vznikaly na území Bosny a Hercegoviny byl v listopadu 1942 zformován tzv. AVNOJ (antifašistická rada národního osvobození Jugoslávie), jakási „nejvyšší rada“ komunistů (a jejich sympatizantů), která zasedala celkem dvakrát – v Bihaći (listopad 1942) a Jajci (listopad 1943). Tu potom doplnil NKOJ, který by oficiálně politickým nástrojem, a neformálně partyzánská vláda.
Tyto události znepokojily západní spojence, kteří – ač vojensky podporovali od nějaké doby právě komunisty – se začaly obávat šíření komunismu v Jugoslávii. Neklidní byli rovněž Sověti, kteří se obávali rychlého odkrytí politických karet mezi komunistickými hnutími a chtěli se takovým záležitostem věnovat až bude válka u konce.

### Podpora spojenců a převzetí moci

Bombardér RAF Handley Page Halifax s kontejnery s pomocí pro partyzány (1944–1945)

Západní spojenci (především Velká Británie) se pokoušeli nárůst vlivu komunistů omezit a donutit spolupracovat nejužší partyzánské vedení s demokratickými silami v zemi, především s jugoslávskou exilovou vládou v Londýně.
Na ostrově Vis se Tito skutečně s ministry této vlády setkal a musel učinit ústupky, které by umožnily uspokojit Brity. Následně se tak – na naléhání britské vlády – jugoslávská exilová vláda odřekla Dragoljuba Mihajloviće a svoji materiální i vojenskou podporu poskytovala výhradně Titovým partyzánům.
Přestože partyzáni neustále zdůrazňovali, že národněosvobozenecký boj musí vést všechny politické proudy, které se nevěnují kolaboraci a které jsou vlasteneckého smýšlení, jakmile se však po válce dostali komunisté k moci, začali (byť velmi pomalu a obezřetně) odstraňovat politiky, kteří nebyli kompromitováni sympatiemi k fašismu.